# Fleuré (Orne)
Fleuré é uma comuna francesa na região administrativa da Normandia, no departamento Orne. Estende-se por uma área de 11,7 km². Em 2010 a comuna tinha 204 habitantes (densidade: 17,4 hab./km²).